# Leucanella tristis
Leucanella tristis är en fjärilsart som beskrevs av Köhler 1935. Leucanella tristis ingår i släktet Leucanella och familjen påfågelsspinnare. Inga underarter finns listade i Catalogue of Life.